# Olivier Schrauwen
Olivier Schrauwen   (Bruges, 7 de novembre de 1977) és un músic belga de parla holandesa i autor de còmics.

## Biografia
Olivier Schrauwen va néixer el 7 de novembre de 1977 a Bruges (província de Flandes Occidental). Després d'estudiar animació a la Reial Acadèmia de Belles Arts de Gant,  va cursar educació superior universitària en còmic a l'École supérieure des arts Saint-Luc de Brussel·les, fet que el va portar a col·laborar a les revistes Ink i Hic Sunt Leones. Va entrar a treballar a la revista Spirou l'any 2001, dibuixant un resum i va produir dues històries curtes, una de les quals va ser escrita per Yvan Delporte. També va publicar l'any 2006 en aquest diari un relat breu de dues pagines titulat Les Mésaventures de Stéfanus. El seu primer llibre, Mon Fiston (El meu fill)— una descripció emotiva de la complexa força de les relacions pare-fill, publicat per Bries el 2006 i ràpidament traduït al francès. Aquest àlbum li va valer el futur premi de la ciutat de Turnhout el 2007. El 2009, va ser un dels autors representatius del nou còmic flamenc que va ser convidat d'honor al Festival Internacional del Còmic d'Angoulême el 2009. El 2010 va oferir el segon opus L’Homme qui se laissait pousser la barbe. Llavors, va continuar publicant en múltiples revistes i antologies de l'escena alternativa –Canicola, Strapazin, Mome, My Rabbit, etc.–, sense deixar de ser un fan de l'autoedició. Entrega Arsène Schrauwen publicat per L'Association l'any 2015, aquest àlbum forma part de la selecció oficial del 43 Festival Internacional del Còmic d'Angoulême. Va reeditar Le Miroir de Mowgli també a L'Association el 2017. Aquestes pàgines, publicades inicialment el 2011 per Ouvroir Humoir, representen el segon naixement de Mowgli.
El 2018 publica Vies Parallels en solitari amb Actes Sud /L'An 2, que el crític Benjamin Roure de la revista Bodoï  va valorar especialment, atorgant-li una valoració de 4 étoiles en una escala de 5. L'any següent, va unir forces amb Ruppert i Mulot per publicar Portrait of a Buveur a la col·lecció " Aire libre » publicat per Dupuis, aquest mateix crític creu aquesta vegada que els autors van cometre un petit error amb aquest llibre.
Paral·lelament a aquests àlbums, continua publicant en fanzins i microedició, en estructures com Colorama  o Stripburger.
Com a músic, va participar en tres discos.
Té una forta influència en Inge Bogaerts, Tom Borremans i Ben Gijsemans.

## Publicacions

### Àlbums de còmics
- Mon fiston, L'An 2, 2006.
- L'Homme qui se laissait pousser la barbe, 2010[11][12]
- Le Miroir de Mowgli, Ouvroir Humoir, 2011
- Gris, 2015.
- Arsène Schrauwen, 2015[13]
- Le Miroir de Mowgli, 2017[14]

- Vies parallèles, 2018[15][16]
- Portrait d'un buveur, 2019[8]

### Catàlegs d'exposició
Ceci n'est pas la BD Flamande, - Flandes convidat d'honor al Festival Internacional de Còmics d'Angoulême, Fons de Lletres Flamenques, Berchem, 2009

### Exposicions col·lectives
- Ceci n'est pas la BD flamande,[3] Festival d'Angoulême 2009 .
- Ceci n'est pas la BD flamande,[18] Lovaina del 13 de febrer de 2009 - al 15 d'abril del 2009.